# Lotfi Raissi
Lotfi Raissi (arabiska: لطفي رئيسي, Luṭfī Rayissī, född den 4 april 1974, var den första personen att åtalas för terrorattackerna den 11 september 2001. En brittisk domstol slog dock 2003 fast att anklagelserna mot honom saknade grund och att han inte hade något med attackerna att göra. I april 2010 beslutades att han skulle få kompensation. Beloppet var dock inte fastställt.